# Pedro Ruiz (cineasta)
Pedro Ruiz es un cineasta venezolano-canadiense radicado en Montreal, Quebec. Es más conocido por su película de 2019 Sur les toits Havane, por la cual ganó el Canadian Screen Award a la mejor fotografía en un documental en los 8.º Canadian Screen Awards, y recibió una nominación al Premio Iris a la mejor fotografía en un documental en los 22.º Quebec Cinema Awards.
En 2023 estrenó El octavo piso (Le huitième étage, jours de révolte).

## Filmografía
- Animal tropical à Montréal (2007)
- La dérive douce d'un enfant de Petit-Goâve (2009)
- Philémon chante Habana (2012)
- Sur les toits Havane (2019)
- Le huitième étage, jours de révolte (2023)